# Almașu de Mijloc, Alba
Almașu de Mijloc este un sat în comuna Almașu Mare din județul Alba, Transilvania, România.

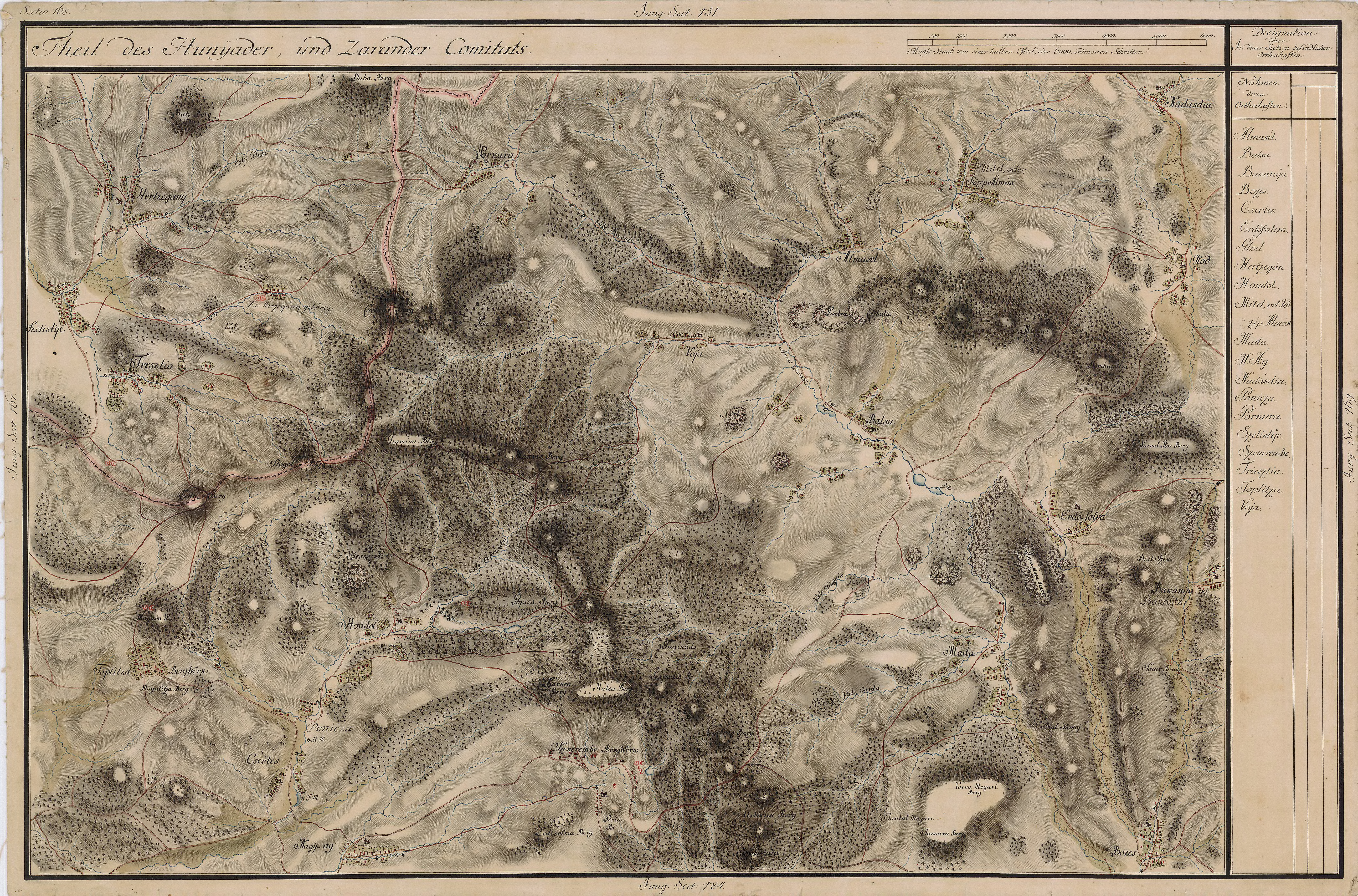
Almașu de Mijloc pe Harta Iosefină a Transilvaniei, 1769-1773

## Obiectiv memorial
Monumentul Eroilor Români din Primul și Al Doilea Război Mondial. Monumentul comemorativ este amplasat în centrul satului și a fost ridicat în memoria eroilor români căzuți în cele două războaie mondiale. Acesta are o înălțime de 1,8 m, fiind susținut la bază de un postament înalt de 0,9 m. Monumentul este realizat din piatră cioplită de calcar, iar împrejmuirea este asigurată cu un gard de lemn.